# 24-Stunden-Rennen von Spa-Francorchamps 1972

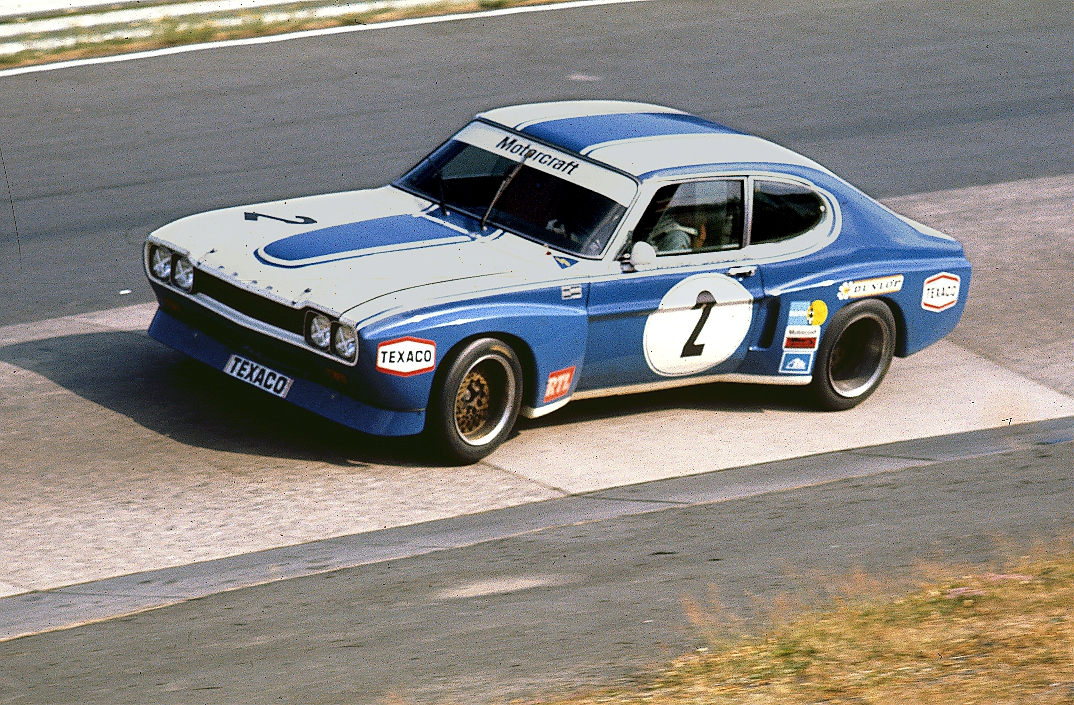
Siegerwagenmodell Ford Capri RS 2600

Das 24. 24-Stunden-Rennen von Spa-Francorchamps, auch 24 heures de Francorchamps, fand vom 22. bis 23. Juli 1972 auf dem Circuit de Spa-Francorchamps statt und war der fünfte Wertungslauf der Tourenwagen-Europameisterschaft dieses Jahres.

## Das Rennen
Mit dem Beginn der Rennsaison 1972 beendete Jochen Neerpasch seine Tätigkeit als Ford-Motorsportchef und wechselte gemeinsam mit dem technischen Leiter Martin Braungart zum Konkurrenten BMW. Seine Position übernahm sein bisheriger Assistent Mike Kranefuss. Die unter Neerpasch begonnene Dominanz der Ford-Wagen in der Europameisterschaft setzte sich unter seinem Nachfolger Kranefuss fort. Die Favoritenstellung untermauerte der Erfolg beim 24-Stunden-Rennen von Le Mans 1972, wo den deutschen Ford Capri in der neuen Touring-Spezial-Rennklasse ein Doppelsieg gelang. Gerry Birrell und Claude Bourgoignie kamen als Gesamtzehnte ins Ziel und gewannen vor den Teamkollegen Dieter Glemser und Àlex Soler-Roig die Klasse. Drei Werkswagen gingen in Spa für Ford ins Rennen, alle drei betreut von den Technikern der Motorsportabteilung der Ford-Werke aus Köln. Fahrer waren neben Glemser und Soler-Roig, Jochen Mass und Hans-Joachim Stuck. Das Fahrzeug von Birrell und Bourgoignie meldete der belgische-Ford-Händlerverband.
Obwohl das vorangegangene Meisterschaftsrennen auf dem Nürburgring mit einem überraschenden BMW-Gesamtsieg geendet hatte, galten die Tourenwagen aus Bayern nur als Außenseiter auf den Gesamtsieg. Gemeldet waren vier Werks-BMW 2800 CS, jeweils zwei von Schnitzer Motorsport und Alpina Burkard Bovensiepen. Die Schnitzer-Wagen fuhren John Fitzpatrick/Hans Heyer und Alain Peltier/Christian Ethuin. Für Alpina gingen Toine Hezemans, Ernst Furtmayr, Helmut Kelleners und Gerold Pankl an den Start.
Im Rennen verloren die schnellsten BMW pro Stunde Fahrzeit die Distanz von einer halben Runde auf die von Beginn an führenden Ford. Die BMW-Piloten versuchten mit Risiko das Tempo der Fords zu fahren und bezahlten das mit technischen Defekten. Der erste Ausfall betraf nach drei Stunden den Alpina-BMW von Kelleners/Pankl, der mit einem Pleuelschaden abgestellt werden musste. Kelleners wechselte daraufhin in den Wagen von Hezemans/Furtmayr, der in der Nacht mit einer defekten Zylinderkopfdichtung ausfiel. Den Fitzpatrick/Heyer-BMW stoppte ein Motorschaden. Am Sonntagvormittag drosselten die drei in Führung liegenden Ford merklich das Tempo, um den möglichen Dreifachsieg nicht zu gefährden. Mass und Stuck gewannen das Rennen mit fünf Runden Vorsprung auf den Belgium-Ford. An dritter Stelle klassierten sich die Teamkollegen Glemser und Soler-Roig. Der an vierter Stelle bestplatzierte BMW hatte 14 Runden Rückstand.
Erneut war ein Todesopfer zu beklagen. Am Sonntagmorgen um 05:13 Uhr verunglückte Walter Brun im Mazda Savanna RX-3 bei Nebel auf der Masta-Geraden. Dabei erfasste der Mazda den vor der Leitplanke mit dem Rücken zur Fahrbahn stehenden Streckenposten Léon Grisard, der noch an der Unfallstelle starb. Brun, der knapp hinter einem Konkurrenten fuhr und den Streckenposten im Nebel nicht sehen konnte, blieb unverletzt.

## Ergebnisse

### Schlussklassement
| 1                  | Div. 3 | 2  | Ford Köln                   | Jochen Mass Hans-Joachim Stuck                  | Ford Capri RS 2600         | 318 |
| 2                  | Div. 3 | 3  | Ford BP Racing Team Belgium | Gerry Birrell Claude Bourgoignie                | Ford Capri RS 2600         | 313 |
| 3                  | Div. 3 | 1  | Ford Köln                   | Dieter Glemser Àlex Soler-Roig                  | Ford Capri RS 2600         | 313 |
| 4                  | Div. 3 | 10 | Team Schnitzer Motul        | John Fitzpatrick Alain Peltier Christian Ethuin | BMW 2800 CS                | 304 |
| 5                  | Div. 3 | 15 | Luigi Racing Team Marabout  | Vincent Gaye Willy Braillard                    | BMW 2800 CS                | 293 |
| 6                  | Div. 2 | 43 | Autodelta S.p.A             | Claude Ballot-Léna Jean-Claude Lagniez          | Alfa Romeo 2000 GTV        | 288 |
| 7                  | Div. 3 | 27 | Cronk Garages               | Peter Hanson Jeremy Walton                      | BMW 3.0 CS                 | 287 |
| 8                  | Div. 3 | 18 | Racing Team Biral           | Noël van Assche Nicolas Koob                    | BMW 3.0 CS                 | 286 |
| 9                  | Div. 2 | 41 | Autodelta S.p.A.            | Hans Hessel Dieter Gleich                       | Alfa Romeo 2000 GTV        | 286 |
| 10                 | Div. 2 | 42 | Autodelta S.p.A.            | Jean-Claude Andruet Jean Ragnotti               | Alfa Romeo 2000 GTV        | 286 |
| 11                 | Div. 3 | 4  | Kent Frami Racing Team      | Jean-Claude Franck Klaus Fritzinger             | Ford Capri RS 2600         | 280 |
| 12                 | Div. 2 | 40 | Autodelta S.p.A.            | Pierre-Yves Bertinchamps Jacques Berger         | Alfa Romeo 2000 GTV        | 280 |
| 13                 | Div. 3 | 12 | Précision Liègeoise         | Bernard de St. Hubert Gérald Simonis            | BMW 2800 CS                | 280 |
| 14                 | Div. 2 | 57 | Roland Imbert               | Roland Imbert Alain Serpaggi                    | Alfa Romeo 2000 GTV        | 280 |
| 15                 | Div. 2 | 50 | Euro Oil Racing Team        | Christine Beckers Jean-Claude Sola              | Alfa Romeo 2000 GTV        | 277 |
| 16                 | Div. 2 | 66 |                             | Helmut Hinse H. Mayer                           | Alfa Romeo 2000 GTV        | 275 |
| 17                 | Div. 2 | 51 | Euro Oil Racing Team        | Etienne Stalpaert Roger Dubos                   | Alfa Romeo 2000 GTV        | 274 |
| 18                 | Div. 3 | 30 | Gulf Opel Transeurope       | Dany Wauters Rick Coemans                       | Opel Commodore GS          | 273 |
| 19                 | Div. 3 | 53 | Euro Oil Racing Team        | André Lierneux Daniel Dezy                      | Alfa Romeo 2000 GTV        | 272 |
| 20                 | Div. 3 | 60 | Charles van Stalle          | Henry Miroux Rob Janssen                        | Datsun 2000 GT             | 272 |
| 21                 | Div. 1 | 80 | Autodelta S.p.A.            | Spartaco Dini Vincenzo Cazzago                  | Alfa Romeo 1300 GTA Junior | 270 |
| 22                 | Div. 2 | 63 | Dino Pizzinato              | Dino Pizzinato Jean Welchenbach                 | Alfa Romeo 2000 GTAm       | 270 |
| 23                 | Div. 1 | 83 | Autodelta S.p.A.            | Carlo Facetti Carlo Truci                       | Alfa Romeo 1300 GTA Junior | 263 |
| 24                 | Div. 2 | 59 | Audi N.S.U. France          | Marc Sourd Yves Evrard                          | Audi 100 Coupé S           | 260 |
| 25                 | Div. 2 | 65 | Mazda Swiss Racing          | Florian Vetsch Peter Mattli                     | Mazda Savanna RX-3         | 260 |
| 26                 | Div. 2 | 46 | Ford Köln                   | Harald Menzel Dave Matthews                     | Ford Escort RS 1600        | 260 |
| 27                 | Div. 2 | 49 | Ken Coffey                  | Ken Coffey Ted Worswick                         | Ford Escort TC             | 254 |
| 28                 | Div. 3 | 62 | Charles van Stalle          | Henri Sonveau Serge Laurent                     | Datsun 2000 GT             | 253 |
| 29                 | Div. 1 | 84 | Robin Searle                | Robin Searle Vernon Saunders                    | Ford Escort 1300 G         | 248 |
| 30                 | Div. 1 | 95 |                             | Peter Wisskirchen Hermann Cordes                | NSU 1200 TT                | 239 |
| Ausgefallen        |        |    |                             |                                                 |                            |     |
| 31                 | Div. 2 | 74 |                             | Jean-Paul Rieu Hermes Delbar                    | BMW 2002                   |     |
| 32                 | Div. 1 | 82 | Autodelta S.p.A.            | Luigi Colzani Vittorio Venturi                  | Alfa Romeo 1300 GTA Junior |     |
| 33                 | Div. 2 | 47 | Ford BP Racing Team Belgium | Yvette Fontaine Gill Fortescue-Thomas           | Ford Escort RS 1600        |     |
| 34                 | Div. 2 | 54 | Cronk Garages               | John Bloomfield Tony Lanfranchi Roger Bell      | BMW 2002 TI                |     |
| 35                 | Div. 1 | 99 |                             | Daniel Dupré Gilles Doncheux                    | NSU 1200 TT                |     |
| 36                 | Div. 2 | 64 | Mazda Swiss Racing          | Walter Brun Joe Kretschi                        | Mazda Savanna RX-3         |     |
| 37                 | Div. 3 | 16 | Précision Liègeoise         | Jean Xhenceval Hughes de Fierlant               | BMW 2800 CS                |     |
| 38                 | Div. 3 | 56 | BMW-Alpina                  | Toine Hezemans Ernst Furtmayr Helmut Kelleners  | BMW 2800 CS                |     |
| 39                 | Div. 3 | 11 | Team Schnitzer Motul        | John Fitzpatrick Hans Heyer                     | BMW 2800 CS                |     |
| 40                 | Div. 2 | 73 |                             | André Bouckenaere Michel De Deyne               | BMW 2002                   |     |
| 41                 | Div. 1 | 92 | Trivellato-Mineif Racing    | Jacopo Trivellato Manfred Mineif                | Fiat 128 Coupé 1300        |     |
| 42                 | Div. 2 | 55 | Robert Derom                | Robert Derom Jean-Marie Détrin                  | BMW 2002                   |     |
| 43                 | Div. 2 | 52 | Euro Oil Racing Team        | Michel Noé Pierre Poisse                        | Alfa Romeo 2000 GTV        |     |
| 44                 | Div. 3 | 22 | Scuderia Tornacum           | Joost Byttebier Claude Crespin                  | Volvo 164                  |     |
| 45                 | Div. 3 | 19 | J. Bigrat                   | Roger Vanderschrick Jacques Hendrickx           | Citroën SM                 |     |
| 46                 | Div. 2 | 45 | Sony Racing Team            | Han Akersloot Dave Brodie                       | Ford Escort RS 1600        |     |
| 47                 | Div. 3 | 5  | Les Blackburn               | Les Blackburn John Moss                         | Ford Capri 3000            |     |
| 48                 | Div. 1 | 81 | Autodelta S.p.A.            | Teodoro Zeccoli Massimo Larini                  | Alfa Romeo 1300 GTA Junior |     |
| 49                 | Div. 3 | 29 | Dutch National Racing Team  | Huub Vermeulen Fred Frankenhout                 | Opel Commodore GS/E        |     |
| 50                 | Div. 3 | 9  | BMW-Alpina                  | Helmut Kelleners Gerold Pankl                   | BMW 2800 CS                |     |
| 51                 | Div. 2 | 67 |                             | Rudy Host Claude de Wael                        | BMW 2002                   |     |
| 52                 | Div. 3 | 14 | Camel Yellow Racing Team    | Philippe Toussaint Jean-Louis Haxhe             | BMW 2800 CS                |     |
| 53                 | Div. 3 | 31 | Research Consultants Ltd.   | Terry Sanger Mike Crabtree                      | Chevrolet Camaro Mk 1      |     |
| 54                 | Div. 1 | 60 | Fernand Néri                | Fernand Néri Maurice Damseaux                   | Fiat 128 Coupé 1300        |     |
| 55                 | Div. 1 | 91 | Fernand Néri                | William Scheeren Francis Polak                  | Fiat 128 Rallye            |     |
| 56                 | Div. 3 | 61 | Charles van Stalle          | Charles van Stalle Jean Degey                   | Datsun 2000 GT             |     |
| 57                 | Div. 2 | 44 | Welcker Performance Levi’s  | Yves Deprez Gustaf Witvrouw                     | Ford Escort TC             |     |
| 58                 | Div. 3 | 8  | Gulf Opel Transeurope       | Chris Tuerlinx Teddy Pilette                    | Opel Commodore GS          |     |
| 59                 | Div. 3 | 7  | Gulf Opel Transeurope       | Gerry Marshall Paul Joossens                    | Opel Commodore GS/E        |     |
| 60                 | Div. 1 | 85 | Racing Team Shell Anjou     | Jean-Claude Boucher Lucien Guitteny             | NSU 1200 TT                |     |
| Nicht gestartet    |        |    |                             |                                                 |                            |     |
| 61                 | Div. 1 | 98 |                             | J. M. Heilman John Vanderheyden                 | Simca Rallye 1             | 1   |
| 62                 | Div. 3 | 25 |                             | Jean-Pierre Morise D. Pecqueur                  | Ford Capri RS 2600         | 2   |
| Nicht qualifiziert |        |    |                             |                                                 |                            |     |
| 63                 | Div. 2 | 68 | MLG Motors                  | Roger Bell Tony Dron                            | BMW 2002 TI                | 3   |
| 64                 | Div. 2 | 72 |                             | Dennis Thorne Jenny Dell                        | Ford Escort TC             | 4   |
| 65                 | Div. 1 | 93 |                             | Edgar Gillessen Emmanuel Remion                 | Alfa Romeo 1300 GTA Junior | 5   |
| 66                 | Div. 3 | 28 |                             | Jules Gillotay Roland de Jamblinne              | Mazda RX-2                 | 6   |
| 67                 | Div. 3 | 21 |                             | Robert Eberhard Kurt Auer                       | Chevrolet Camaro           | 7   |
| 68                 | Div. 1 | 94 |                             | Pierre Rubens Bernard Carlier                   | Alfa Romeo 1300 GTA Junior | 8   |

1 zurückgezogen
2 nicht gestartet
3 nicht qualifiziert
4 nicht qualifiziert
5 nicht qualifiziert
6 nicht qualifiziert
7 nicht qualifiziert
8 nicht qualifiziert

### Nur in der Meldeliste
Hier finden sich Teams, Fahrer und Fahrzeuge, die ursprünglich für das Rennen gemeldet waren, aber aus den unterschiedlichsten Gründen daran nicht teilnahmen.
| Pos. | Klasse | Nr. | Team                      | Fahrer                                  | Chassis              |
| ---- | ------ | --- | ------------------------- | --------------------------------------- | -------------------- |
| 69   | Div. 3 | 6   | Shark Team                | Jean-Claude Guérie Jean-Pierre Rouget   | Ford Capri RS 2600   |
| 70   | Div. 3 | 17  | Gall Autofunk Racing Team | Helmut Gall Eckard Babendererde         | BMW 2800             |
| 71   | Div. 3 | 20  | Martin Birrane            | Martin Birrane SergeTrosch              | Ford Mustang Boss    |
| 72   | Div. 3 | 23  |                           | Bernd Blank Klaus Fritzinger            | Ford Capri RS 2600   |
| 73   | Div. 3 | 24  |                           | Pierre Pagani Gaffer                    | Ford Capri RS 2600   |
| 74   | Div. 3 | 26  |                           | Jean-Claude Depince Jean-Claude Andruet | BMW 3.0 CS           |
| 75   | Div. 2 | 39  | Autodelta S.p.A.          |                                         | Alfa Romeo 2000 GTAm |
| 76   | Div. 2 | 58  | Opel Team Eupen           | Horst Bonefeld Bernhard Niehaus         | Opel Kadett          |
| 77   | Div. 2 | 69  |                           | Emile Holvoet Patrick Lelong            | Toyota               |
| 78   | Div. 2 | 70  |                           | Horst Bonefeld                          | Opel                 |
| 79   | Div. 2 | 71  |                           | Freddy Vandecaveye André Hardy          | Renault Gordini      |
| 80   | Div. 1 | 86  | Scuderia Filipinetti      | Claude Haldi Bernard Chenevière         | Fiat 128 Sport Coupé |
| 81   | Div. 1 | 87  | Scuderia Filipinetti      | Walter Dona Umberto Grano               | Fiat 128 Sport Coupé |
| 82   | Div. 1 | 88  | Scuderia Filipinetti      | Jean-Louis Lafosse Gérard Pillon        | Fiat 128 Berlina     |
| 83   | Div. 1 | 96  |                           | Philippe Verdeyen Y. Vanderschrick      | Mini Cooper          |
| 84   | Div. 1 | 97  |                           | Hendrickx Jean-Pierre Magalhaes         | BMC                  |

### Klassensieger
| Klasse | Fahrer             | Fahrer              | Fahrzeug                   | Platzierung im Gesamtklassement |
| ------ | ------------------ | ------------------- | -------------------------- | ------------------------------- |
| Div. 3 | Jochen Mass        | Hans-Joachim Stuck  | Ford Capri RS 2600         | Gesamtsieg                      |
| Div. 2 | Claude Ballot-Léna | Jean-Claude Lagniez | Alfa Romeo 2000 GTV        | Rang 6                          |
| Div. 1 | Spartaco Dini      | Vincenzo Cazzago    | Alfa Romeo 1300 GTA Junior | Rang 21                         |

### Renndaten
- Gemeldet: 84
- Gestartet: 60
- Gewertet: 30
- Rennklassen: 3
- Zuschauer: 80.000
- Wetter am Renntag: wolkig und trocken
- Streckenlänge: 14,100 km
- Fahrzeit des Siegerteams: 24:00:00.000 Stunden
- Gesamtrunden des Siegerteams: 318
- Gesamtdistanz des Siegerteams: 4498,436 km
- Siegerschnitt: 187,431 km/h
- Pole Position: Hans-Joachim Stuck – Ford Capri RS 2600 (#2) – 4:04,200 = 207,607 km/h
- Schnellste Rennrunde: unbekannt
- Rennserie: 5. Lauf zur Tourenwagen-Europameisterschaft 1972